# إنغيريا
إنغيريا في مقاطعة فنلندية من قبل الإتحاد السوفيتي في الحرب العالمية الثانية وروسيا سان بيترسبورغ. 

علم انغريا